# Решетников, Кондрат Александрович
Кондрат Александрович Решетников (род. 22 декабря 2006, Кунгур, Пермский край) — российский хоккеист, нападающий.

## Биография
Родился в Кунгуре, в три года встал на коньки, начинал заниматься хоккеем в системе пермского «Молота». В шесть лет с семьёй переехал в Санкт-Петербург, стал играть в «Динамо». В 9 лет перешёл в «СКА-Серебряные львы» (тренер Олег Зак), в 14 лет уехал в Канаду, где 1,5 года тренировался в клубе Don Mills Flyers (Онтарио). В 2024 году перешёл в систему нижнекамского «Нефтехимика», стал играть за клуб МХЛ «Реактор». 20 января 2025 года в домашнем матче против «Металлурга» (2:3 ОТ) дебютировал в КХЛ.